# Inverpolly
Inverpolly es el nombre que se da a una amplia región del Sutherland occidental en el extremo noroeste de las Highlands escocesas, al norte de Ullapool. El área contiene varias colinas destacadas, que se alzan desde un paisaje irregular de ciénagas y lagunas. Durante muchos años la región fue una reserva natural nacional pero desde 2004, la parte protegida se ha limitado al área de Knockan Crag.
La mayor parte de Inverpolly forma parte del pueblo de Assynt (Assynt Estate), de 400 km². Entre las principales cumbres de la zona están Suilven, Stac Pollaidh y Cul Mòr. En el corazón de Inverpolly está el Loch Sionascaig.

## Galería

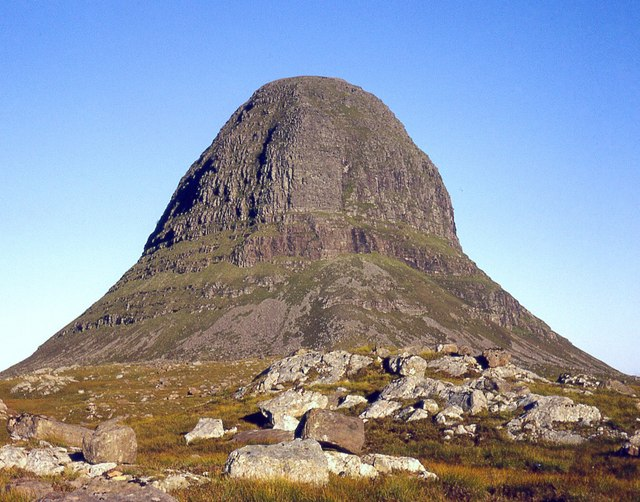
El Suilven dominando Caisteal Liath
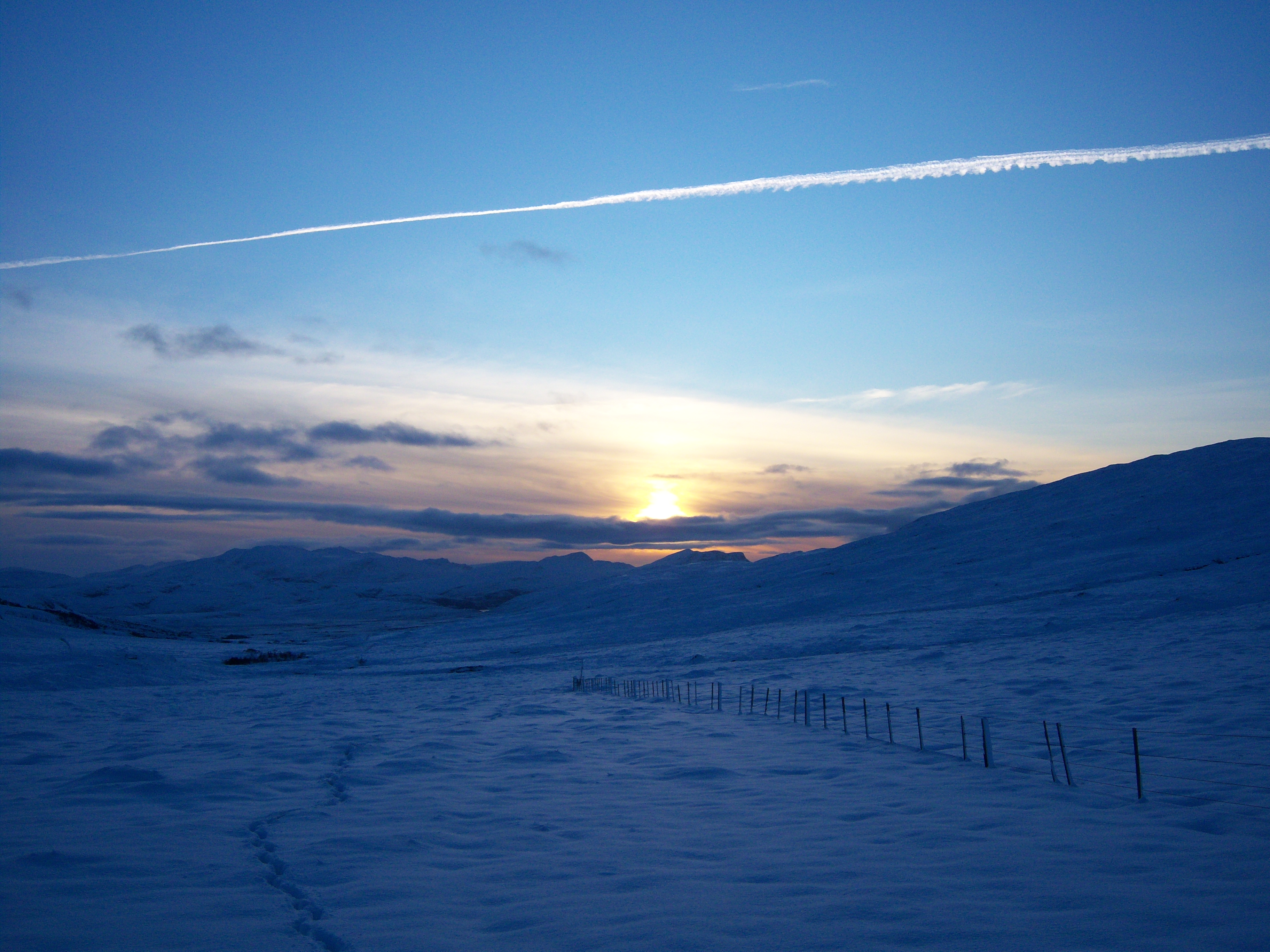
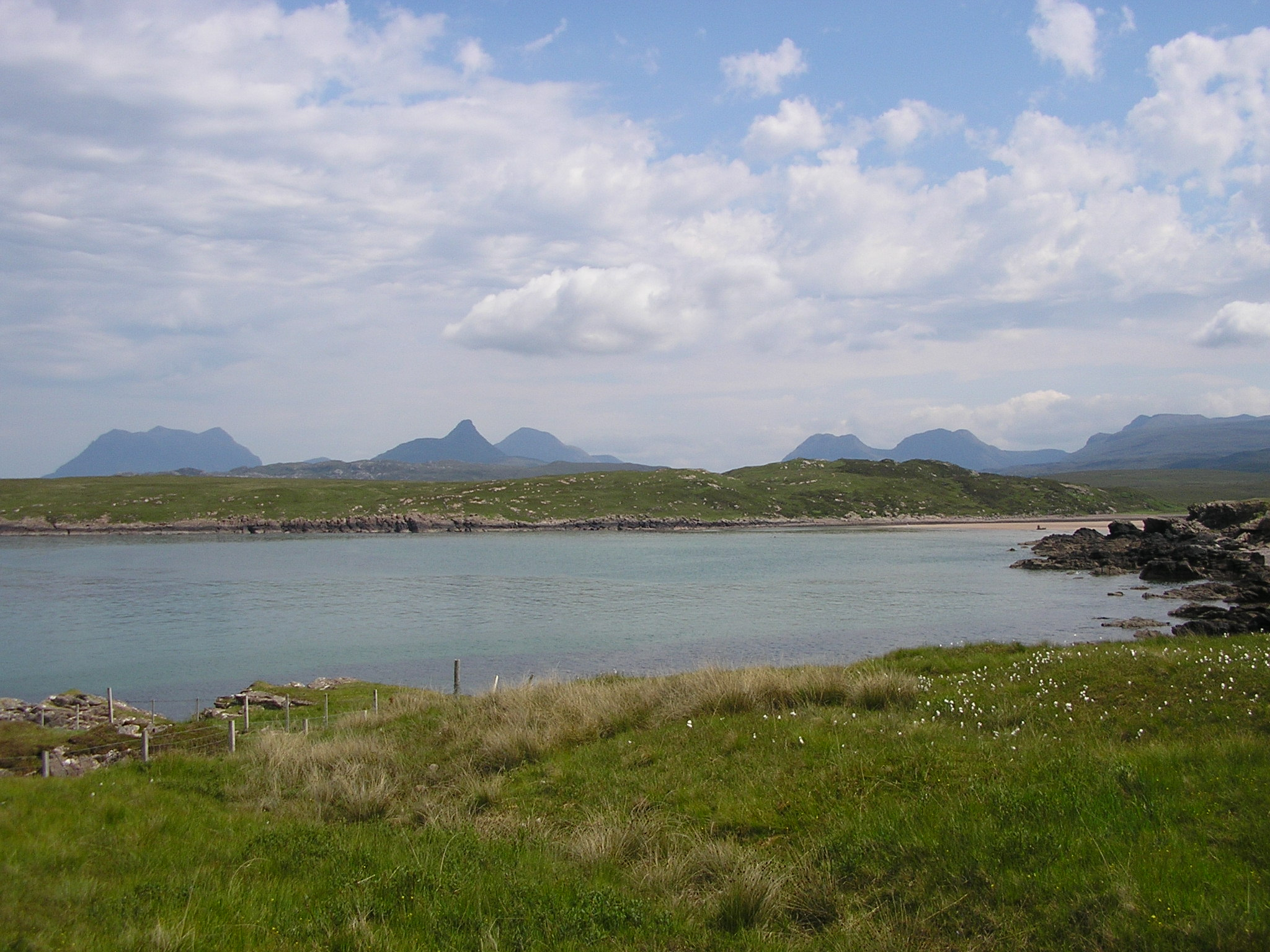